# Johan Guzmán
Johan Snick Guzmán de los Santos (San Juan de la Maguana, República Dominicana 3 de julio de 1997) es un futbolista dominicano que juega como portero en la Sociedad Deportiva Formentera de la Segunda Federación de España. Es internacional absoluto con la selección de República Dominicana.

## Trayectoria
En su niñez comenzó a practicar fútbol en San Juan de la Maguana, su ciudad natal. De adolescente ingresó en la Barça Academy RD de Santo Domingo, sus buenas actuaciones en distintos torneos juveniles con la FCBEscola le sirvieron para dar el salto a Europa con el Fútbol Club Ascó de España, aunque finalmente no pudo ser inscrito con el club catalán por problemas burocráticos. Regresó a República Dominicana para la temporada 2016, con el Club Atlético Pantoja de la Liga Dominicana de Fútbol, donde hizo su debut profesional.
El 2 de agosto de 2018, fue presentado como nuevo jugador del Real Ávila Club de Fútbol de la Tercera División de España, club para el que defendió la portería durante tres temporadas.
Fue oficializado como nueva adquisición del Club Deportivo Guijuelo el 22 de julio de 2021. En su primera temporada en el club, se proclamó subcampeón de la Copa Real Federación Española de Fútbol 2021-22. Debutó en la Copa del Rey el 2 de diciembre de 2021, frente al Rayo Vallecano de LaLiga, encuentro en el que a pesar de la eliminación 1-1 (3-4 pen.) fue elegido mejor jugador del partido. A final de temporada, lograría el ascenso a la Segunda División RFEF. En su segundo año en el CD Guijuelo
encadenó las 7 primeras jornadas de la competición sin encajar gol, estableciendo cifras de récord.
El 11 de julio de 2023, fue anunciado como nuevo fichaje de la Sociedad Deportiva Formentera de la Segunda Federación de España.

## Selección nacional
Jugó para las selecciones sub-17 y sub-20 de República Dominicana. Capitaneó a la Selección Dominicana sub-23 que logró la clasificación al Preolímpico de Concacaf de 2020 de Guadalajara (México). 
Su debut oficial con la selección absoluta de la República Dominicana se produjo el 7 de septiembre del 2019, en un partido de la Liga de Naciones de la Concacaf 2019-20 contra Montserrat. 

## Clubes
| Club           | País                 | Año       |
| -------------- | -------------------- | --------- |
| C. A. Pantoja  | República Dominicana | 2016      |
| Real Ávila     | España               | 2018-2021 |
| C. D. Guijuelo | España               | 2021-2023 |
| SD Formentera  | España               | 2023-2024 |
| C. D. Guijuelo | España               | 2024-     |